# 效谷县
效谷县，中国古县名。
本渔泽障，西汉元封六年（前105年）渔泽尉崔不意教民力田，以勤效得谷，因立为县名。治所在今甘肃省瓜州县西。汉、晋属敦煌郡，十六国李暠自效谷令建立西凉，西魏为效谷郡治。北周并入鸣沙县。